# Врятувати Віру
«Врятувати Віру» (рос. Спасти Веру) — російськомовний телесеріал 2021 року знятий в Україні. 16-серійний фільм створено кінокомпанією «Київтелефільм» на замовлення ТРК «Україна». Режисером-постановником став Олександр Ітигілов.
В Україні серіал вийшов на телеканалі ТРК Україна 17 травня 2021 року.

## Синопсис
Подружжя Віри та Віктора Новікових святкує 10-ту річницю власного весілля. На урочистості вони запросили до себе додому сестру Віри — Ніну — з її нареченим, Ігорем. Але свято не вдалося. Увечері Ніну знаходять мертвою на вулиці. Одночасно у місті з'являється Валентин, який чотири роки тому був нареченим Ніни. Тоді Віра дізналась, що він торгує наркотиками, і дала свідчення проти нього. Тепер Валентин сповнений бажання помститися Вірі та Ігорю, який відібрав у нього кохану.

## У ролях

### У головних ролях
- Олена Веліканова — Віра (головна роль)
- Олексій Зубков — Віктор (головна роль)
- Олександр Константинов — Бондаренко (головна роль)
- Роман Полянський — Валентин (головна роль)
- Юлія Такшина — Ельза, адвокатка (головна роль)

### У ролях
- Олександр Тютін — Філліпов
- Наталія Батрак — Ірина Петрівна
- Михайло Хімічев — Ігор
- Володимир Долинський — Марк Павлович
- Вікторія Полторак — Маргарита
- Артем Григор'єв — Артем
- Ігор Рубашкін — Георгій
- Аліна Гросу — Ніна
- Еліна Липова — Ліза
- Ілля Ісаєнко — Коля
- Ігор Петрусенко — Борисов
- Олена Михайличенко — Марійка
- Тамара Антропова — Тетяна
- Євген Олійник — Альохін
- Олександр Герасимчук — алкаш
- Ольга Неженець — Анфіса
- Олена Новікова — старенька
- Владислава Гліба — блондинка
- Микола Григоренко — Бойко
- Дмитро Кифяк — безхатько
- Костянтин Міхно — безхатько
- Степан Дідковський — бульдозерист
- Михайло Роєнко — Влад
- Василь Кухарський — Володимир
- В'ячеслав Ветковський — таксист
- Володимир Голосняк — лікар
- Юрій Ребрик — лікар
- Василь Звєрєв — лікар
- Олег Секретарьов — лікар
- Федір Солонецкій — лікар швидкої
- Андрій Мороз — генеральний директор
- Анатолій Сомик — головлікар
- Дарина Єгоркіна — Олена Грищенко
- Лариса Яценко — Даша
- Марія Махотіна — контролерка
- Богдан Олійник — черговий
- Артем Вільбік — декан
- Юріс Тете — директор кладовища
- Ольга Шеремета — домробітниця
- Марія Груничева — експертка
- Геннадій Світич — завідувач відділенням
- Анжела Данильчук — зечка
- Антоніна Шаповалова — зечка
- Аліса Клюшкіна — зечка
- Євгенія Шимшірьян — зечка
- Олег Масленников — заступник мера
- Вікторія Костенко — Катя
- Віталій Овчаров — колега Борисова
- Артем Поддубняк — конвоїр
- Дарія Боцманова — Ксюша
- Василь Чорношкур — Кузьмич
- Костянтин Афанасьєв — кур'єр
- Валерія Шпак — медсестра
- Ольга Лістратова — медсестра
- Єлизавета Бакуліна — медсестра
- Валерія Лук'янець — медсестра
- Георгій Бистряков — менеджер
- Дарина Виниченко — менеджерка банку
- Богдан Трищук — менеджер ресторану

### В епізодах
- Олександр Баталов
- Алла Масленникова — молода дама
- Максим Михайличенко
- Віктор Смирнов
- Ігор Тартинських
- Володимир Мельник — сусід
- Володимир Коваль
- Тетяна Печонкіна — Муся Йосипівна
- Наталія Єфремова — доглядачка
- Анна Богдан — Наталя Миколаївна
- Всеволод Шекіта — начальник кредитного відділу
- Марія Пустова — Оксана Стацюк
- Роман Якимчук — опер
- Олег Шевцов — охоронець
- Олександр Чернов — охоронець
- Володимир Хохлов — охоронець
- Дмитро Меленевський — охоронець Філіппова
- Олександр Станкевич — патологоанатом
- Анатолій Немилостивий — патологоанатом
- Вікторія Акентьева — пацієнтка
- Любов Антоненко — пацієнтка
- Ольга Рудяка — пацієнтка
- Алена Равицька — пацієнтка
- Юлія Волюм — пацієнтка
- Оксана Бесараб — пацієнтка
- Андрій Пономаренко — Петро
- Сергій Пламадяла — поліцейський
- Віталій Лесин — поліцейський
- Дмитро Єфремов — поліцейський
- Олександр Мельнійчук — поліцейський
- Олег Замятін — Потапов
- Іван Вороний — похоронний агент
- Віктор Кошевенко
- Андрій Воробель — викладач
- Наталія Ткаченко — аптекарка
- Олена Лаврова — продавчиня
- Людмила Колосович — продавчиня
- Денис Воронков — виконроб
- Ірина Балан — перехожа
- Вадим Курилко — Рачко
- Сергій Гутько — Самойленко
- Тетяна Медведєва — секретарка декана
- Анна Діда — Ірина, секретарка
- Андрій Корженевский — Семен
- Кирило Прокопчук — сержант
- Андрій Лелюх — Скуратов
- Ольга Сафронова — Смоліна
- Олена Василенко — наглядачка
- Олександра Кірєєва — однокурсниця
- Тетяна Глинська — сусідка Маргарити
- Алла Титаренко — сусідка
- Павло Тупиков — Степанов
- Олександр Красько — дільничний
- Вікторія Ізюмська
- Ігор Шкурін — Шура Пітерський
- Денис Драчевський — експерт
- Назар Майборода — постановник каскадерських трюків

## Фільмування
Зйомки стрічки проходили у Києві, Київській області. Крім того, деякі сюжети знімали, наприклад, у Березані у жіночій колонії.